# Északnyugat-csendes-óceáni Művészeti Főiskola
A Északnyugat-csendes-óceáni Művészeti Főiskola felsőoktatási magánintézmény az Amerikai Egyesült Államok Oregon államának Portland városában. 2021-ben a Willamette Egyetembe olvadt.

## Története
Az 1909-ben a Portlandi Művészeti Múzeum részeként létrejött intézmény első rektora Anna Belle Crocker, első oktatója pedig Kate Cameron Simmons volt. Miután a Pietro Belluschi által tervezett múzeumépületet 1932-ben átadták, az iskolát a létesítmény felső emeleteire költöztették. A múzeumtól való függetlenség kihangsúlyozására a főiskola 1981-ben felvette mai nevét, 1984 áprilisában a két intézmény pedig hivatalosan is különvált.
1998-ban az iskola a Gyöngynegyedbe költözött. A rektori pozíciót 2003-tól betöltő Thomas Manley a campus bővítésére tett ígéretet; e célra Hallie Ford 2007-ben tizenötmillió dollárt adományozott.
A főiskola 2008-ban megvásárolta a székhelyéül szolgáló épületet, majd a szövetségi kormányzat felesleges épületek eladományozását célzó programja keretében megkapták a 511 Federal Buildinget. 2009-ben a Kortárs Alkotások Független Múzeumának költözése kimerítette a múzeum forrásait; megsegítésükre a PNCA pénzt adományozott.
2012-ben bejelentették, hogy a képzéseket a 511 Federal Buildingben vonják össze. Az ArtHouse kollégium 2013-ban nyílt meg, ugyanezen évben pedig 11,75 millióért eladták a gyöngynegyedi campust. Az új székhely felújítására a Portlandi Fejlesztési Tanács 2013 novemberében húszmillió dollárt ítélt meg; a munkálatok 2015 februárjában fejeződtek be.
2018-ban az Oregoni Művészeti és Kézműves Főiskola a megszűnés ellen a PNCA-be olvadt volna, de utóbbi intézmény ehhez nem járult hozzá. 2020-ban bejelentették, hogy a főiskola a Willamette Egyetembe olvad; az összevonás 2021. június 30-án fejeződött be.

## Kampusz
Az intézmény székhelye a történelmi helyek jegyzékében szereplő, egykor postaként működő 511 Federal Building.

### ArtHouse
A 2013-ban megnyílt kollégiumban hat szinten 50 lakóegység, a földszinten pedig kereskedelmi tér található. A Thomas Robinson által tervezett, 7,3 millió dollárból megépült létesítmény kezelője a College Housing Northwest.

### Kiállítóterek
A Mack McFarland vezetésével működő Kortárs Művészeti és Kulturális Központban Wangechi Mutu, Cauleen Smith, James Rosenquist és David Horvitz alkotásait is kiállították. A létesítménynek kettő állandó galériája és további kiállítóterei is vannak.

### Arlene és Harold Schnitzer Művészeti és Tervezési Központ
2008 márciusában a szövetségi kormány hozzájárult, hogy a 511 Federal Building a campus székhelye lehessen. A 2014-ben kezdődő felújítás 2015 februárjában ért véget.

## Oktatás
A főiskolát a Művészeti és Tervezési Iskolák Nemzeti Szövetsége, valamint az Északnyugati Főiskolák és Egyetemek Bizottsága akkreditálta. Az intézmény egy felsőoktatási szakképzési, tizenegy alapképzési és nyolc mesterképzési szakot, valamint tíz minorszakot kínál.

### Szakmai gyakorlatok
A Global Studios szervezeti egységen keresztül a hallgatók szakmai gyakorlatokon és csereprogramokban vehetnek részt bel- és külföldön egyaránt.

## Nevezetes oktatók
- Kristan Kennedy, művész[22]
- Monica Drake, író[23]

## Fordítás
- Ez a szócikk részben vagy egészben  a   Pacific Northwest College of Art című angol Wikipédia-szócikk ezen változatának fordításán alapul.  Az eredeti cikk szerkesztőit annak laptörténete sorolja fel. Ez a jelzés csupán a megfogalmazás eredetét és a szerzői jogokat jelzi, nem szolgál a cikkben szereplő információk forrásmegjelöléseként.